# Canal San Bovo
Canal San Bovo (deutsch veraltet: Kanal St. Buf) ist eine norditalienische Gemeinde (comune) mit 1458 Einwohnern (Stand 31. Dezember 2023) im Trentino in der Region Trentino-Südtirol.

## Geographie

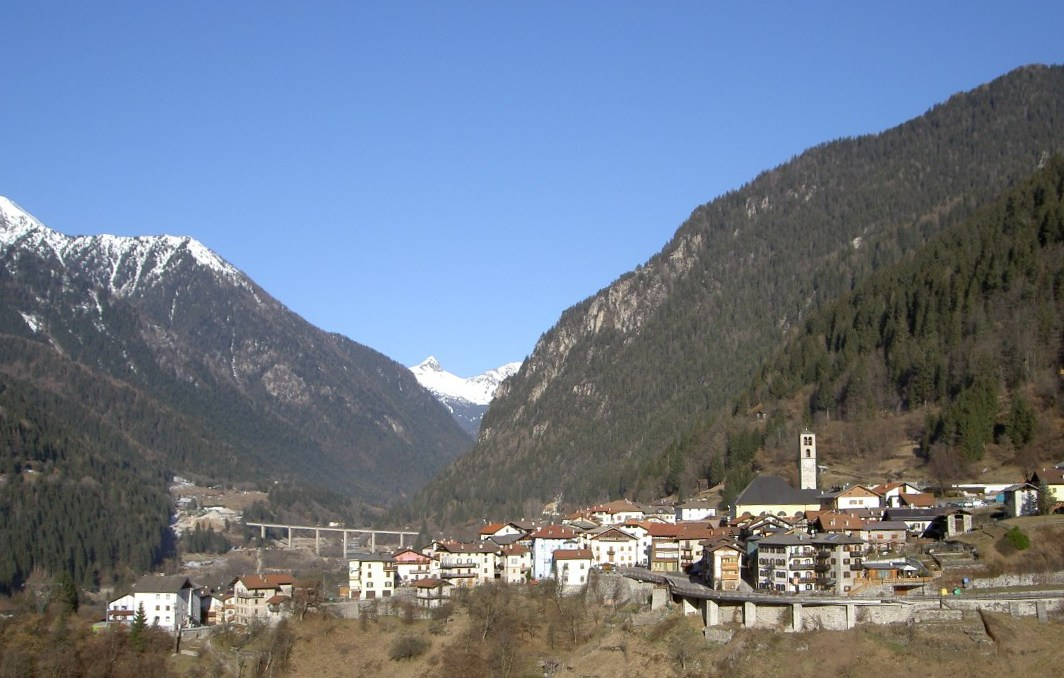
Canale der Hauptort der Gemeinde

Die Streugemeinde liegt etwa 49 Kilometer ostnordöstlich von Trient im Valle del Vanoi und gehört zur Talgemeinschaft Comunità di Primiero. Sie grenzt unmittelbar an die Provinz Belluno (Venetien). Der Parco Naturale Paneveggio – Pale di San Martino bedeckt Teile des Gemeindegebietes. Nachbargemeinden sind Castello Tesino, Cinte Tesino, Imer, Mezzano, Pieve Tesino, Predazzo, Primiero San Martino di Castrozza und Ziano di Fiemme im Trentino sowie die beiden Gemeinden Lamon und Sovramonte der Provinz Belluno.

## Verwaltungsgliederung
Zur Gemeinde gehören sieben Fraktionen: Canale, Caoria, Gobbera, Ronco, Prade, Zortea und Gobbera. Der Gemeindesitz liegt im Ortsteil Canale.

## Partnerschaften
Canal San Bovo unterhält eine inneritalienische Partnerschaft mit der Gemeinde Civitella Alfedena in der Provinz L’Aquila.